# Rudy Mater
Rudy Mater (Valenciennes, 13 de Outubro, 1980) é um futebolista francês que joga como lateral-direito. Atualmente está sem clube.